# 顿顽一
顿顽一（豺狼座φ1）是位于豺狼座的恒星，其视星等为3.57。